# IC 3234
IC 3234 је елиптична галаксија у сазвјежђу Береникина коса која се налази на листи објеката дубоког неба у Индекс каталогу.
Деклинација објекта је + 28° 6' 46" а ректасцензија 12h 22m 52,1s. Привидна величина (магнитуда) објекта IC 3234 износи 15,2 а фотографска магнитуда 16,2.